# Collegio elettorale di Rivergaro
Il collegio elettorale di Rivergaro è stato un collegio elettorale uninominale del Regno di Sardegna, uno dei sette collegi della provincia di Piacenza. Fu istituito, assieme agli altri collegi elettorali dell'Emilia, con decreto del Governatore per le provincie dell'Emilia, Luigi Carlo Farini, il 20 gennaio 1860.
Comprendeva i mandamenti di Rivergaro, Agazzano, Pianello e Pontenure, meno i comuni di Mortizza e San Lazzaro uniti al collegio di Piacenza.

## Dati elettorali
Nel collegio si svolsero votazioni solo per la settima legislatura. In seguito il territorio divenne parte del collegio di Bettola del Regno d'Italia.

### VII legislatura
Le votazioni si svolsero in 387 collegi uninominali a doppio turno. Come previsto dalla legge elettorale del 20 novembre 1859, era eletto al primo turno il candidato che «riunisce in suo favore più del terzo dei voti del total numero dei membri componenti il collegio e più della metà dei suffragi dati dai votanti presenti all'adunanza» (art. 91). Se nessun candidato era eletto, al ballottaggio tra i due candidati con più voti era eletto chi otteneva il maggior numero di voti (art. 92) o, in caso di ugual numero di voti, il maggiore d'età (art. 93).
| Partito                            | Partito                            | Candidato                          | Primo turno 25 marzo 1860 | Primo turno 25 marzo 1860 | Ballottaggio 29 marzo 1860 | Ballottaggio 29 marzo 1860 |
| Partito                            | Partito                            | Candidato                          | Voti                      | %                         | Voti                       | %                          |
| ---------------------------------- | ---------------------------------- | ---------------------------------- | ------------------------- | ------------------------- | -------------------------- | -------------------------- |
|                                    | —                                  | Carlo Fioruzzi                     | 76                        | 38,58                     | 147                        | 55,68                      |
|                                    | —                                  | Ranuzio Anguissola Scotti          | 121                       | 61,42                     | 117                        | 44,32                      |
|                                    |                                    |                                    |                           |                           |                            |                            |
| Iscritti                           | Iscritti                           | Iscritti                           | 612                       | 100,00                    | 612                        | 100,00                     |
| ↳ Votanti (% su iscritti)          | ↳ Votanti (% su iscritti)          | ↳ Votanti (% su iscritti)          | 240                       | 39,22                     | 267                        | 43,63                      |
| ↳ Voti validi (% su votanti)       | ↳ Voti validi (% su votanti)       | ↳ Voti validi (% su votanti)       | 197                       | 82,08                     | 264                        | 98,88                      |
| ↳ Schede non valide (% su votanti) | ↳ Schede non valide (% su votanti) | ↳ Schede non valide (% su votanti) | 43                        | 17,92                     | 3                          | 1,12                       |
| ↳ Astenuti (% su iscritti)         | ↳ Astenuti (% su iscritti)         | ↳ Astenuti (% su iscritti)         | 372                       | 60,78                     | 345                        | 56,37                      |

L'onorevole Fioruzzi il 12 aprile 1860 optò per il collegio di Bettola. Il collegio fu riconvocato.
| Partito                            | Partito                            | Candidato                          | Primo turno 6 maggio 1860 | Primo turno 6 maggio 1860 | Ballottaggio 10 maggio 1860 | Ballottaggio 10 maggio 1860 |
| Partito                            | Partito                            | Candidato                          | Voti                      | %                         | Voti                        | %                           |
| ---------------------------------- | ---------------------------------- | ---------------------------------- | ------------------------- | ------------------------- | --------------------------- | --------------------------- |
|                                    | —                                  | Ranuzio Anguissola Scotti          | 79                        | 42,93                     | 123                         | 53,25                       |
|                                    | —                                  | Emilio Broglio                     | 105                       | 57,07                     | 108                         | 46,75                       |
|                                    |                                    |                                    |                           |                           |                             |                             |
| Iscritti                           | Iscritti                           | Iscritti                           | 612                       | 100,00                    | 612                         | 100,00                      |
| ↳ Votanti (% su iscritti)          | ↳ Votanti (% su iscritti)          | ↳ Votanti (% su iscritti)          | 192                       | 31,37                     | 233                         | 38,07                       |
| ↳ Voti validi (% su votanti)       | ↳ Voti validi (% su votanti)       | ↳ Voti validi (% su votanti)       | 184                       | 95,83                     | 231                         | 99,14                       |
| ↳ Schede non valide (% su votanti) | ↳ Schede non valide (% su votanti) | ↳ Schede non valide (% su votanti) | 8                         | 4,17                      | 2                           | 0,86                        |
| ↳ Astenuti (% su iscritti)         | ↳ Astenuti (% su iscritti)         | ↳ Astenuti (% su iscritti)         | 420                       | 68,63                     | 379                         | 61,93                       |